# Canton de Charente-Bonnieure
Le canton de Charente-Bonnieure est une circonscription électorale française du département de la Charente créée par le décret du 20 février 2014 et entrée en vigueur lors des élections départementales de 2015.

## Histoire
Un nouveau découpage territorial de la Charente entre en vigueur en mars 2015, défini par le décret du 20 février 2014, en application des lois du 17 mai 2013 (loi organique 2013-402 et loi 2013-403). Les conseillers départementaux sont, à compter de ces élections, élus au scrutin majoritaire binominal mixte. Les électeurs de chaque canton élisent au conseil départemental, nouvelle appellation du conseil général, deux membres de sexe différent, qui se présentent en binôme de candidats. Les conseillers départementaux sont élus pour 6 ans au scrutin binominal majoritaire à deux tours, l'accès au second tour nécessitant 12,5 % des inscrits au 1er tour. En outre la totalité des conseillers départementaux est renouvelée. Ce nouveau mode de scrutin nécessite un redécoupage des cantons dont le nombre est divisé par deux avec arrondi à l'unité impaire supérieure si ce nombre n'est pas entier impair, assorti de conditions de seuils minimaux. Dans la Charente, le nombre de cantons passe ainsi de 35 à 19.

## Représentation
| Période élective | Période élective | Mandat | Mandat   | Identité           | Nuance | Nuance | Qualité |
| ---------------- | ---------------- | ------ | -------- | ------------------ | ------ | ------ | --- |
| 2015             | 2021             | 2015   | 2021     | Fabrice Point      |        | PS     | Commerçant Vice-président de la communauté de communes de Charente Limousine, maire de Chasseneuil-sur-Bonnieure depuis 2020 |
| 2015             | 2021             | 2015   | 2021     | Sandrine Précigout |        | PS     | Aide-soignante, chef d'entreprise Maire de Terres-de-Haute-Charente depuis 2020                                              |
| 2021             | 2028             | 2021   | en cours | Fabrice Point      |        | PS     | Conseiller sortant, 3ème Vice-Président du conseil départemental                                                             |
| 2021             | 2028             | 2021   | en cours | Sandrine Précigout |        | PS     | Conseillère sortante |

### Résultats détaillés

#### Élections de mars 2015
À l'issue du 1er tour des élections départementales de 2015, deux binômes sont en ballottage : Jean-Claude Fourgeaud et Ingrid Vincent (Union de la Droite, 26,88 %) et Fabrice Point et Sandrine Precigout (PS, 25,25 %). Le taux de participation est de 54,02 % (7 112 votants sur 13 166 inscrits) contre 50,21 % au niveau départementalet 50,17 % au niveau national.
Au second tour, Fabrice Point et Sandrine Precigout (PS) sont élus avec 51,02 % des suffrages exprimés et un taux de participation de 53,86 % (3 291 voix pour 7 091 votants et 13 165 inscrits).

#### Élections de juin 2021
Le premier tour des élections départementales de 2021 est marqué par un très faible taux de participation (33,26 % au niveau national). Dans le canton de Charente-Bonnieure, ce taux de participation est de 38,89 % (4 884 votants sur 12 557 inscrits) contre 33,39 % au niveau départemental. À l'issue de ce premier tour, deux binômes sont en ballottage : Fabrice Point et Sandrine Précigout (PS, 56,37 %) et Stéphane Dupuy et Ingrid Vincent (DVC, 25,58 %).
Le second tour des élections est marqué une nouvelle fois par une abstention massive équivalente au premier tour. Les taux de participation sont de 34,3 % au niveau national, 33,99 % dans le département et 38,14 % dans le canton de Charente-Bonnieure. Fabrice Point et Sandrine Précigout (PS) sont élus avec 67,42 % des suffrages exprimés (3 013 voix pour 4 791 votants et 12 562 inscrits),,.

## Composition
Le nouveau canton de Charente-Bonnieure comprenait trente-quatre communes entières à sa création. À la suite de la création de la commune nouvelle de Terres-de-Haute-Charente le 1er janvier 2019, le nombre de communes passe à 32.
| Nom                                               | Code Insee | Intercommunalité         | Superficie (km2) | Population (dernière pop. légale)              | Densité (hab./km2) | Modifier                                    |
| ------------------------------------------------- | ---------- | ------------------------ | ---------------- | ---------------------------------------------- | ------------------ | ------------------------------------------- |
| Chasseneuil-sur-Bonnieure (bureau centralisateur) | 16085      | CC de Charente Limousine | 33,34            | 3 103 (2022)                                   | 93                 | modifier les données · modifier les données |
| Alloue                                            | 16007      | CC de Charente Limousine | 46,54            | 481 (2022)                                     | 10                 | modifier les données · modifier les données |
| Beaulieu-sur-Sonnette                             | 16035      | CC de Charente Limousine | 10,29            | 222 (2022)                                     | 22                 | modifier les données · modifier les données |
| Benest                                            | 16038      | CC de Charente Limousine | 21,10            | 307 (2022)                                     | 15                 | modifier les données · modifier les données |
| Le Bouchage                                       | 16054      | CC de Charente Limousine | 16,43            | 177 (2022)                                     | 11                 | modifier les données · modifier les données |
| Champagne-Mouton                                  | 16076      | CC de Charente Limousine | 22,59            | 877 (2022)                                     | 39                 | modifier les données · modifier les données |
| Chassiecq                                         | 16087      | CC de Charente Limousine | 13,06            | 148 (2022)                                     | 11                 | modifier les données · modifier les données |
| Cherves-Châtelars                                 | 16096      | CC de Charente Limousine | 30,68            | 416 (2022)                                     | 14                 | modifier les données · modifier les données |
| Le Grand-Madieu                                   | 16157      | CC de Charente Limousine | 8,40             | 154 (2022)                                     | 18                 | modifier les données · modifier les données |
| Lésignac-Durand                                   | 16183      | CC de Charente Limousine | 19,74            | 169 (2022)                                     | 8,6                | modifier les données · modifier les données |
| Le Lindois                                        | 16188      | CC de Charente Limousine | 17,95            | 339 (2022)                                     | 19                 | modifier les données · modifier les données |
| Lussac                                            | 16195      | CC de Charente Limousine | 11,70            | 293 (2022)                                     | 25                 | modifier les données · modifier les données |
| Massignac                                         | 16212      | CC de Charente Limousine | 23,93            | 368 (2022)                                     | 15                 | modifier les données · modifier les données |
| Mazerolles                                        | 16213      | CC de Charente Limousine | 17,45            | 305 (2022)                                     | 17                 | modifier les données · modifier les données |
| Montembœuf                                        | 16225      | CC de Charente Limousine | 16,05            | 659 (2022)                                     | 41                 | modifier les données · modifier les données |
| Mouzon                                            | 16239      | CC de Charente Limousine | 10,62            | 140 (2022)                                     | 13                 | modifier les données · modifier les données |
| Nieuil                                            | 16245      | CC de Charente Limousine | 23,90            | 889 (2022)                                     | 37                 | modifier les données · modifier les données |
| Parzac                                            | 16255      | CC de Charente Limousine | 11,38            | 141 (2022)                                     | 12                 | modifier les données · modifier les données |
| Les Pins                                          | 16261      | CC de Charente Limousine | 21,06            | 501 (2022)                                     | 24                 | modifier les données · modifier les données |
| Roussines                                         | 16289      | CC de Charente Limousine | 16,08            | 298 (2022)                                     | 19                 | modifier les données · modifier les données |
| Saint-Claud                                       | 16308      | CC de Charente Limousine | 26,75            | 1 033 (2022)                                   | 39                 | modifier les données · modifier les données |
| Saint-Coutant                                     | 16310      | CC de Charente Limousine | 19,40            | 212 (2022)                                     | 11                 | modifier les données · modifier les données |
| Saint-Laurent-de-Céris                            | 16329      | CC de Charente Limousine | 29,89            | 726 (2022)                                     | 24                 | modifier les données · modifier les données |
| Saint-Mary                                        | 16336      | CC de Charente Limousine | 21,86            | 350 (2022)                                     | 16                 | modifier les données · modifier les données |
| Sauvagnac                                         | 16364      | CC de Charente Limousine | 7,24             | 68 (2022)                                      | 9,4                | modifier les données · modifier les données |
| Suaux                                             | 16375      | CC de Charente Limousine | 11,93            | 380 (2022)                                     | 32                 | modifier les données · modifier les données |
| Terres-de-Haute-Charente                          | 16192      | CC de Charente Limousine | 86,65            | Fraction : 3 072 (2022) Commune : 3 790 (2022) | 44                 | modifier les données · modifier les données |
| Turgon                                            | 16389      | CC de Charente Limousine | 7,26             | 81 (2022)                                      | 11                 | modifier les données · modifier les données |
| Verneuil                                          | 16398      | CC de Charente Limousine | 7,70             | 94 (2022)                                      | 12                 | modifier les données · modifier les données |
| Le Vieux-Cérier                                   | 16403      | CC de Charente Limousine | 9,65             | 131 (2022)                                     | 14                 | modifier les données · modifier les données |
| Vieux-Ruffec                                      | 16404      | CC de Charente Limousine | 12,75            | 108 (2022)                                     | 8,5                | modifier les données · modifier les données |
| Vitrac-Saint-Vincent                              | 16416      | CC de Charente Limousine | 22,07            | 494 (2022)                                     | 22                 | modifier les données · modifier les données |
| Canton de Charente-Bonnieure                      | 1606       |                          |                  | 16 736 (2022)                                  |                    | modifier les données                        |

## Démographie
En 2022, le canton comptait 16 736 habitants, en évolution de −1,37 % par rapport à 2016 (Charente : −0,48 %, France hors Mayotte : +2,11 %).
| 2013   | 2018   | 2022   |
| ------ | ------ | ------ |
| 17 223 | 16 914 | 16 736 |